# San Giuliano Terme
San Giuliano Terme és un municipi italià, situat a la regió de la Toscana i a la província de Pisa.
San Giuliano Terme limita amb els municipis de Calci, Capannori, Cascina, Lucca, Pisa, Vecchiano i Vicopisano.

## Personalitats sangiulianeses
- Nazario Pardini (1937), escriptor, crític literari i assagista.